# Rummu (Vasalemma)
Rummu – miasteczko w Estonii, w prowincji Harju, w gminie Vasalemma.